# Askias grav
Askias grav är  Askia Mohammeds gravplats uppfört 1495 staden Gao i Mali.  Askia var Songhairikets förste kejsare. Graven speglar Gaos välstånd under Songhairiket och är ett välbevarat  exempel på områdets lerbyggnadsteknik och hur den anpassats till islam och därigenom skapat en arkitektonisk stil som är unik för västafrikanska  Sahel.
Gravkomplexet består av den 17 meter höga pyramidliknande graven , två moskéer, en begravningsplats och en samlingsplats. Med sina 17 meter i höjd är det det största förkoloniala monumentet i omgivningarna. 
Askias grav blev upptagen på Unescos världsarvslista 2004. 2012 rödklassades världsarvet på grund av de väpnade konflikterna i området efter det att  den tuaregkontrollerade självutnämnda staten Azawad utropat Gao till sin huvudstad. Gao och graven kom under franska styrkors kontroll 26 januari 2013.